# Cobalt(II) sulfit
Cobalt(II) sunfit là một hợp chất vô cơ có công thức hóa học CoSO3.

## Điều chế
Cobalt(II) hydroxide phản ứng với lưu huỳnh dioxide để thu được cobalt(II) sunfit pentahydrat:
Co(OH)2 + SO2 + 4H2O → CoSO3·5H2O

## Hợp chất liên quan
Cobalt(II) sunfit có thể tạo muối kép với sunfit kim loại kiềm. Muối sunfit này cũng có thể phối hợp với Co(II) để tạo thành phức chất.

## Hợp chất khác
CoSO3 còn tạo một số hợp chất với N2H4, như CoSO3·1½N2H4·2H2O là tinh thể màu vàng hay CoSO3·2N2H4·H2O là tinh thể màu đỏ thịt.